# Skibbereen
Skibbereen (/ˌskɪbəˈriːn/; în irlandeză An Sciobairín) este un oraș din comitatul Cork al Irlandei. Este situat în districtul municipal West Cork,⁠(d) pe drumul național secundar⁠(d) N71⁠(d). Râul Ilen⁠(d) traversează orașul și, după un traseu de aproximativ 12 kilometri, se varsă în Marea Celtică, în dreptul satului costier Baltimore⁠(d). La recensământul irlandez din 2011⁠(d), populația orașului (fără zonele rurale) era de 2.568 de locuitori. Orașul Skibbereen, prescurtat uneori „Skibb”, se află în circumscripția electorală⁠(d) Cork South-West⁠(d), care are alocate trei locuri în Dáil Éireann, camera inferioară a Patlamentului Irlandei.

## Toponimie
Skibbereen este situat pe malul râului Ilen⁠(d). În cartea The Origin and History of Irish Names of Places (1869), istoricul Patrick Weston Joyce⁠(d) sugerează că numele irlandez al acestui loc (Sciobairín sau Scibirín) derivă de la ambarcațiunile mici sau schifuri⁠(d) (scibs) care erau des întâlnite pe această porțiune a râului.

## Istoric
Înainte de 1600, cea mai mare parte a terenurilor din zonă aparținea clanului autohton MacCarthy Reagh⁠(d). Carta orașului datează din anul 1657, iar o copie a sa poate fi văzută în sala consiliului orășenesc. În 1631, Skibbereen a primit un aflux de refugiați care au fugit de pirații nord-afrcani⁠(d) care au debarcat pe coastă și au jefuit satul Baltimore⁠(d). „Societatea Phoenix” (Phoenix Society) a fost fondată la Skibbereen în 1856 și a fost o precursoare a mișcării politice republicane Fenian⁠(d).

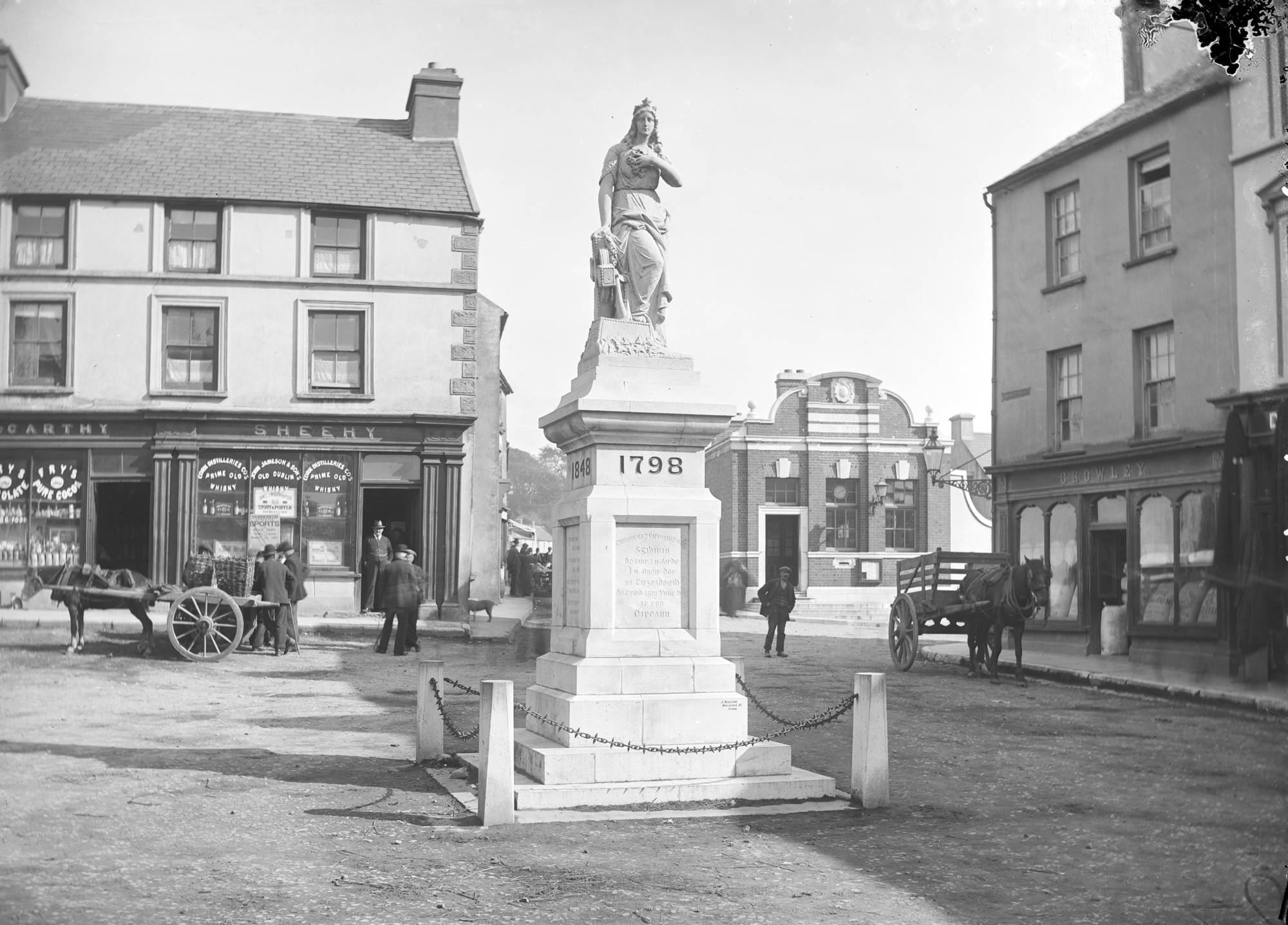
Monumentul memorial din 1798

O statuie, denumită „Fecioara Erin”, a fost ridicată în 1904 în centrul unei piețe pentru a comemora cele patru revolte eșuate împotriva dominației britanice, ale căror date sunt gravate pe fiecare parte a soclului: 1798, 1803, 1848 și 1867.
Skibbereen a fost odată o stație pe Calea Ferată West Cork, care făcea legătura între West Cork și Cork City. Construcția căilor ferate a avut loc între anii 1851 și 1893, iar prin 1961 toate liniile de cale ferată West Cork au fost închise. Podul feroviar original este încă vizibil în apropierea Hotelului West Cork. Skibbereen avea, de asemenea, o stație terminus separată pe calea ferată ușoară Schull și Skibbereen⁠(d) cu ecartament îngust.

### Foametea

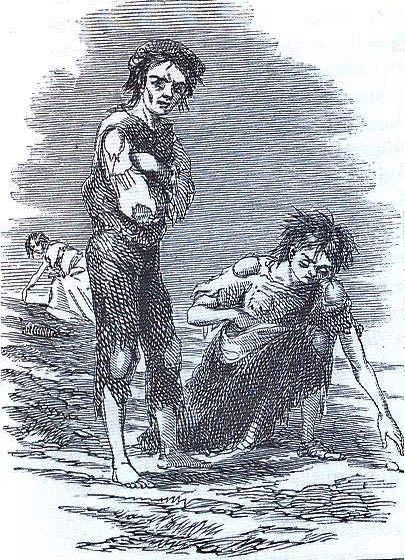
Skibbereen 1847; o schiță a artistului local (1810–1879) comandată pentru revista, 20 februarie 1847

Populația din jurul orașului Skibbereen a suferit o foamete cruntă în perioada 1845–1852, care este menționată în prezent ca Marea Foamete (în irlandeză an Gorta Mór). Skibbereen Heritage Center estimează că un număr cuprins între 8.000 și 10.000 de victime ale foametei sunt îngropate în gropile comune ale celor morți de foame din cimitirul Abbeystrewery, aflat în apropierea orașului. Deși există unele îndoieli cu privire la corectitudinea datelor înregistrate de recensămintele din perioada foametei, evidențele indică o scădere a populației de la 58.335 de locuitori în 1841 la 32.412 de locuitori în 1861.

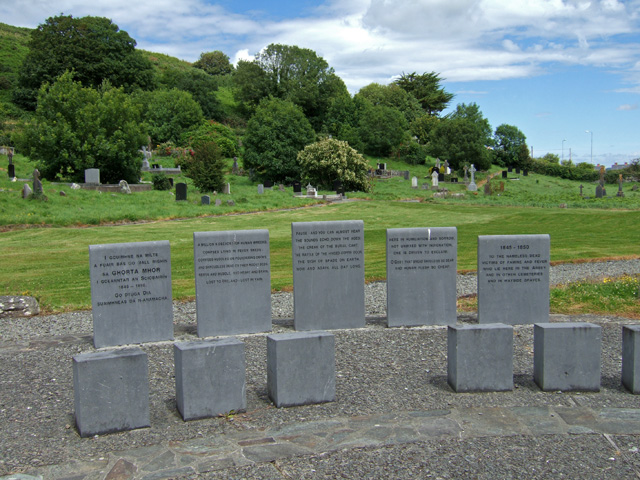
Locul gropilor de înmormântare al victimelor foametei din cimitirul Abbeystrowery

Skibbereen este, de asemenea, numele unui cântec despre foamete și impactul pe care aceasta și guvernul britanic⁠(d) l-au avut asupra poporului irlandez. Piesa, cunoscută și sub numele de Dear Old Skibbereen⁠(d), are forma unei conversații între un tată și un fiu, în care fiul îl întreabă pe tatăl său de ce a fugit din țara pe care o iubea atât de mult.
Skibbereen Heritage Centre conține o expoziție permanentă pentru comemorarea victimelor Marii Foamete. Orașul Skibbereen a fost, de asemenea, locul principal al primei comemorări a Zilei Memoriale a Foametei Naționale din Irlanda, în 17 mai 2009, ca urmare a faptului că se afla într-una dintre zonele cele mai afectate de Marea Foamete. Comitetul de Comemorare a Foametei Naționale a fost de acord ca locul central de comemorare a zilei memoriale să aibă loc odată la patru ani în fiecare din cele patru provincii.

## Mass-media

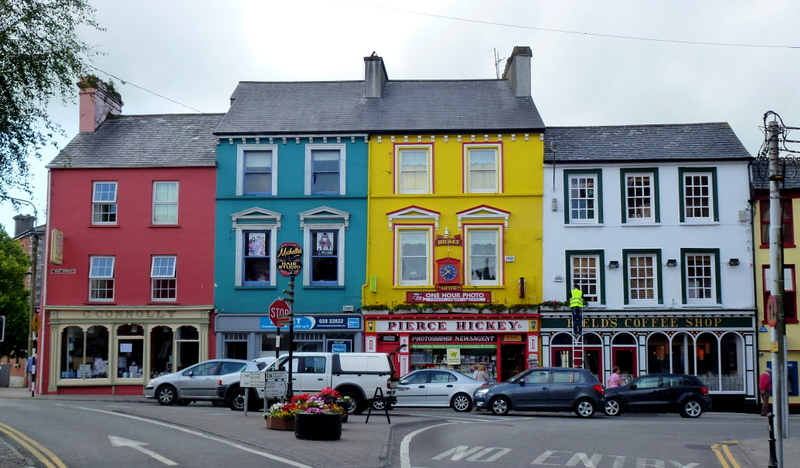
High Street, Skibbereen

The Skibbereen Eagle⁠(d), un ziar local fondat în 1857, a publicat atât știri locale, cât și internaționale. De exemplu, el a publicat un editorial care „i-a spus lordului Palmerston că «e cu ochii atât pe el, cât și pe împăratul Rusiei»”, iar într-un articol din 1914 se spunea: „Îi dăm acest avertisment solemn kaiserului Wilhelm: The Skibbereen Eagle e cu ochii pe tine.”. Acest ziar a fost înlocuit de Southern Star⁠(d), care a fost fondat la Skibbereen în 1889.

## Sport
O'Donovan Rossa GAA⁠(d) este clubul local al Asociației Atletice Gaelice⁠(d). Școala secundară locală St. Fachtna a fost finalistă în 1982 și câștigătoare în 1991 a Cupei Hogan⁠(d) la fotbal galic.
Skibbereen Rowing Club este situat la marginea orașului și este unul dintre cele mai de succes cluburi din Irlanda. Membrii clubului, Paul⁠(d) și Gary O'Donovan,⁠(d) au câștigat medalia de argint la Jocurile Olimpice de vară din 2016 în proba de dublu vâsle categoria ușoară⁠(d), aceasta fiind prima medalie olimpică câștigată de canotorii irlandezi. Paul O'Donovan și colegul său de club Fintan McCarthy⁠(d) au câștigat ulterior medalia de aur la Jocurile Olimpice de vară din 2020 în proba de dublu vâsle categoria ușoară.
În oraș mai funcționează A.F.C.Skibbereen, clubul local de fotbal, precum și alte cluburi sportive ca Skibbereen Golf Club, Skibbereen Rugby Club și Skibbereen Athletics Club.

## Educație
Există patru școli primare în oraș: Abbeystrewry National School (o școală mixtă), Gaelscoil Dr O'Suilleabhain (o școală mixtă în limba irlandeză), St. Patrick's Primary School (școală de băieți) și Scoil Naomh Seosamh (școală de fete)
Până în 2016 au existat trei școli secundare: Rossa College⁠(d) (școală mixtă), St Fachtna's De la Salle (școală de băieți) și Mercy Heights (școală de fete). Cele trei școli au fuzionat într-o singură școală numită Skibbereen Community School, care a fost deschisă în septembrie 2016.

## Demografie
Conform recensământului din 2016⁠(d), circumscripțiile electorale Skibbereen Urban și Skibbereen Rural aveau următoarea componență etnică: 75,6% albi irlandezi, 18,8% alte etnii albe, 0,6% negri, 1,2% asiatici, 1% alte etnii și 2,9% fără etnie declarată. În acel an 5,4% din populația urbană a circumscripției Skibbereen a declarat că are o naționalitate britanică, comparativ cu o medie de 2,6% pentru întregul comitat.
În ceea ce privește religia, recensământul din 2011⁠(d) a înregistrat următoarea împărțire a populației: 79% catolici, 11,5% altă religie declarată, 7% fără religie și 1,5% religie nedeclarată.

## Personalități
- Marian Barry⁠(d), sindicalistă
- Agnes Mary Clerke⁠(d), astronomă și scriitoare născută la Skibbereen
- Ambrose Coghill⁠(d), actor și aristocrat
- Bob Crowley⁠(d), scenograf și designer de costume pentru teatru care deține o casă la Skibbereen
- Seamus Davis⁠(d), fizician și membru al Academiei Naționale de Științe din SUA, care a copilărit la Skibbereen[27]
- Tony Davis⁠(d), practicant de fotbal galic și analist de televiziune la emisiunea The Sunday Game⁠(d) de la RTÉ⁠(d)
- Edward Galloway⁠(d) (1840–1861), primul soldat rănit mortal în Războiul Civil American; fratele său a fost maiorul Andrew Power Gallwey, care a fost rănit mortal la Port Hudson și a murit în 9 iulie 1863 la Baton Rouge.[28]
- Canonicul James Goodman⁠(d), cleric și colecționar de muzică populară irlandeză
- Jeremy Irons, actor englez care are o cabană de pescuit la Skibbereen
- Percy Ludgate⁠(d), proiectant al unui calculator analitic⁠(d), născut la Skibbereen
- Fintan McCarthy, medaliat olimpic cu aur (canotaj – dublu vâsle categoria ușoară, 2020)
- Kieron Moore⁠(d), actor
- Gary O'Donovan, medaliat olimpic de argint (canotaj – dublu vâsle categoria ușoară, 2016⁠(d))
- Paul O'Donovan, medaliat olimpic cu aur (canotaj – dublu vâsle categoria ușoară, 2020)
- Jeremiah O'Donovan Rossa⁠(d), lider al mișcării Fenian⁠(d) care a lucrat la Skibbereen
- David Puttnam⁠(d), producător englez de film
- Jasper Wolfe⁠(d), consilier juridic și parlamentar Teachta Dála⁠(d)
- Don Wycherley⁠(d), actor